# Darja Walerjewna Schkurichina
Darja Walerjewna Schkurichina (russisch Дарья Валерьевна Шкурихина; * 3. Oktober 1990 in Kasan) ist eine russische Rhythmische Sportgymnastin und Olympiasiegerin.
Bei den Olympischen Spielen 2008 in Peking gewann sie im Alter von 17 Jahren gemeinsam mit Alijtschuk, Gawrilenko, Gorbunowa, Possewina und Sujewa die Goldmedaille im Mannschaftswettbewerb vor China und Weißrussland.
2007 wurde Schkurichina Weltmeisterin im griechischen Patras.
Im Oktober 2008 beendete Schkurichina ihre sportliche Karriere und arbeitet seitdem im Fitness-Club Gold’s Fitness in Nischni Nowgorod.
Schkurichina war Botschafterin der Fußball-Weltmeisterschaft 2018 von Nischni Nowgorod.

## Auszeichnungen
- 2008:  Verdienter Meister des Sports Russlands[2]
- 2009:  Orden der Freundschaft[2][6][7]